# Казе Адона (Беневенто)
Казе Адона је насеље у Италији у округу Беневенто, региону Кампанија.
Према процени из 2011. у насељу је живело 13 становника. Насеље се налази на надморској висини од 511 м.